# Leonor Allende
Leonor Allende de Buffo (11 de abril de 1883, Córdoba-24 de marzo de 1931) fue una escritora y periodista argentina. Fue la primera periodista cordobesa en recibir un sueldo fijo por su trabajo. Dejó su impronta personal en el periodismo cordobés.

## Biografía
Provenía de una familia tradicional cordobesa. Colaboró con distintas publicaciones periódicas, incluyendo La Libertad, La Voz del Interior, Caras y Caretas, Plus Ultra.
En 1914 contrajo matrimonio con el artista italiano Guido Buffo, con quien tuvo una hija.
Falleció en 1931 por tuberculosis.
Actualmente la Fundación Guido Buffo se dedica a preservar el legado de la familia Allende-Buffo, incluyendo la capilla familiar.

## Obras
- Flavio Mendoza (1907).
- Don Juan Ramón Zeballos (1912), con ilustraciones de Guido Buffo.[4]
- El Señor de Ollantaytambo, príncipe de Chimu.
- El libro de los cielos (1943),[9] publicado póstumamente.
- El misterio de Ur (1947),[10] publicado de manera póstuma por su esposo.[11]